# Cloud Number Nine
Cloud Number Nine is een nummer van de Canadese zanger Bryan Adams uit 1999. Het is de derde en laatste single van zijn achtste studioalbum On a Day Like Today.
"Cloud Number 9" bereikte in de originele versie nergens de hitlijsten. De Britse dj Chicane remixte het nummer, en scoorde daar wel in een aantal landen een hit mee. Zo bereikte het een 7e positie in Adams' thuisland Canada, en kwam het een plek hoger in het Verenigd Koninkrijk. In Nederland had de remix minder succes met een 8e positie in de Tipparade, terwijl in Vlaanderen een 7e positie in de Ultratip 100 werd bereikt.